# Governatorato di Madaba
Il governatorato di Madaba è uno dei dodici governatorati della Giordania. Il capoluogo è la città di Madaba.